# Ostoja Zapceńska
Ostoja Zapceńska este o arie protejată (sit de importanță comunitară — SCI) din Polonia întinsă pe o suprafață de 3.804,86 ha, integral pe uscat.

## Localizare
Centrul sitului Ostoja Zapceńska este situat la coordonatele 54°00′07″N 17°27′35″E / 54.002°N 17.4598°E.

## Înființare
Situl Ostoja Zapceńska a fost declarat sit de importanță comunitară în octombrie 2009 pentru a proteja 4 specii de plante și 3 specii de animale.

## Biodiversitate
Situată în ecoregiunea continentală, aria protejată conține 14 habitate naturale: Ape oligotrofe din câmpii nisipoase, cu un conținut foarte redus de minerale (Littorelletalia uniflorae), Ape puternic oligomezotrofe cu vegetație bentonică cu Chara spp., Lacuri eutrofice naturale cu vegetație de tip Magnopotamion sau Hydrocharition, Lacuri și iazuri distrofice naturale, Cursuri de apă de la nivel de câmpie la nivel montan, cu vegetație Ranunculion fluitantis și Callitricho-Batrachion, Pajiști uscate europene, Fânețe de joasă altitudine (Alopecurus pratensis, Sanguisorba officinalis), Turbării active, Mlaștini turboase de tranziție și turbării mișcătoare, Mlaștini alcaline, Păduri acidofile de stejar bătrân cu Quercus robur pe câmpii nisipoase, Mlaștini împădurite, Păduri aluvionare cu Alnus glutinosa și Fraxinus excelsior (Alno-Padion, Alnion incanae, Salicion albae), Păduri central-europene de pin scoțian cu licheni.
La baza desemnării sitului se află mai multe specii protejate:
- plante (4): Hamatocaulis vernicosus, moșișoare (Liparis loeselii), Luronium natans, ochii-șoricelului (Saxifraga hirculus)
- amfibieni (1): buhai de baltă cu burta roșie (Bombina bombina)
- mamifere (2): castor (Castor fiber), vidră de râu (Lutra lutra)